# Digital Integration
L'entreprise Digital Integration Ltd. était située à Camberley dans le Surrey, au Royaume-Uni et était fondée en 1982 par David Marshall et Rod Swift, deux anciens employés de la Royal Air Force,.
L'entreprise était connue pour la création de simulations de vol et de course pour Amiga, Amstrad CPC, Atari, ZX Spectrum, Commodore et compatibles PC.
Digital Integration a été racheté par Titus Interactive en 1998.
Le dernier jeu développé par Digital Integration a été Rival Realms (en) en 2003.

## Jeux pourSinclair ZX81
- Night Gunner 1982

## Jeux pourSinclair ZX Spectrum
- 4 Aces - 4 As 1987 (compilation de 4 jeux : Fighter Pilot, Night Gunner, Tomahawk et TT Racer)
- ATF - Advanced Tactical Fighter 1986
- Bobsleigh 1987
- Extreme 1991
- F-16 Combat Pilot 1991
- Fighter Pilot 1983
- Night Gunner 1983
- Tomahawk 1985
- TT Racer 1986

## Jeux pourAmstrad CPC
- 4 Aces - 4 As 1987 (compilation de 4 jeux : Fighter Pilot, Night Gunner, Tomahawk et TT Racer)
- ATF - Advanced Tactical Fighter 1986
- Bobsleigh 1987
- Extreme 1991
- F-16 Combat Pilot 1991
- Fighter Pilot 1985
- Night Gunner 1986
- Speed King 1985
- Tomahawk 1986
- TT Racer 1986

## Jeux pourCommodore 64
- ATF - Advanced Tactical Fighter 1988
- Bobsleigh 1987
- Extreme 1991
- F-16 Combat Pilot 1990
- Fighter Pilot 1984
- Speed King 1985
- Tomahawk 1986

## Jeux pourAtari 8-bit
- Fighter Pilot 1985
- Speed King 1985
- Tomahawk 1986

## Jeux pourAtari ST
- ATF 2 - Advanced Tactical Fighter 2, Air Strike USA 1990
- F-16 Combat Pilot 1989

## Jeux pourcompatibles PC
- ATF - Advanced Tactical Fighter 1986
- Tomahawk 1987
- F-16 Combat Pilot 1989
- ATF 2 - Advanced Tactical Fighter 2, Air Strike USA 1990
- Tornado (en) 1993
- Apache Longbow 1994
- Hind 1995
- F/A-18E Super Hornet 2000
- Rival Realms (en) 2003

## Jeux pourCommodore Amiga
- ATF 2 - Advanced Tactical Fighter 2, Air Strike USA 1990
- F-16 Combat Pilot 1989
- Tornado (en) 1993

## Jeux pourSony PlayStation 2
- Top Gun: Combat Zones 2002

## Jeux pourNintendo GameCube
- Top Gun: Combat Zones 2002

## Jeux pourApple II
- Tomahawk 1987